# Eulaema speciosa
Eulaema speciosa är en biart som först beskrevs av Alexander Mocsáry 1897.
Eulaema speciosa ingår i släktet Eulaema, tribus orkidébin och familjen långtungebin. Inga underarter finns listade i Catalogue of Life.